# Камчатська область (Російська імперія)
Камчатська область — адміністративно-територіальна одиниця Російської імперії, Російської республіки, Далекосхідної республіки і РСФСР у 1803–1822, 1849–1856, 1909–1922.

## Історія

### Перша область
У 1697—1699 сибірські козаки на чолі із Володимиром Атласовим здійснили низку походів по Камчатці, приєднавши її до Московського царства. Втім до 1720-х років ітельмени чинили активні спротив загабникам. До того ж важкий клімат не сприяв колонізації. Так у 1740-х роках існувала 5 острогів, а у 1770-х роках вже 3. До 1719 року Камчатка входила до Сибирської губернії, потім до 1724 року — до Тобольської провінції. З 1724 року підпорядковувалася адміністративній одиниці з центром в Іркутську, що в різний час мали назви, провінція, губернія. 1783 року сформовано Іркутське намісництво. У 1785 року утворено Нижньокамчатський повіт Охотської області Іркутського намісництва. Це стало першою адміністративною одиницею Качатського півострова
11 (23) серпня 1803 шляхом поєднання Нижньокамчатського і Акланського повітів було утворено Камчатську область в складі Іркутської губернії. Центром області став Верхньокамчатськ. 9 (21) квітня 1812 року правління області перенесено до Петропавловського порту.
У 1822 область скасовано. Замість неї в складі Іркутської губернії було створено Камчатське приморське управління з центром в Петропавловському порту.

#### Правителі
- Павло Кошелев (1803—1806)
- Іван Петровський (1806—1813)
- Ілля Рудаков (1813—1817)
- Петро Рікард (1817—1822)

### Друга область
Наказом 2 грудня 1849 імператора Миколи I з Камчатського приморського управління і Гіжигинського округу Охотського приморського управління створена нова Камчатська область. У 1854 році під час Східної війни Петропвловськ витримав облогу англо-французької ескадри.
Незважаючи на успіх виявилось не можливість російської влади тривалий час забезпечувати та обороняти Камчатську область. Тому в 1855 після облоги форт і місто Петропавловськ було розібрано, а потім перенесено до гирла Амура, де засновано місто Ніколаєвськ-на-Амурі. У 1856 році Камчатську область було ліквідовано, її територія увійшла до складу Приморської області.

#### Військовий губернатор
- Василь Завойко (1849—1856)

### Третя область

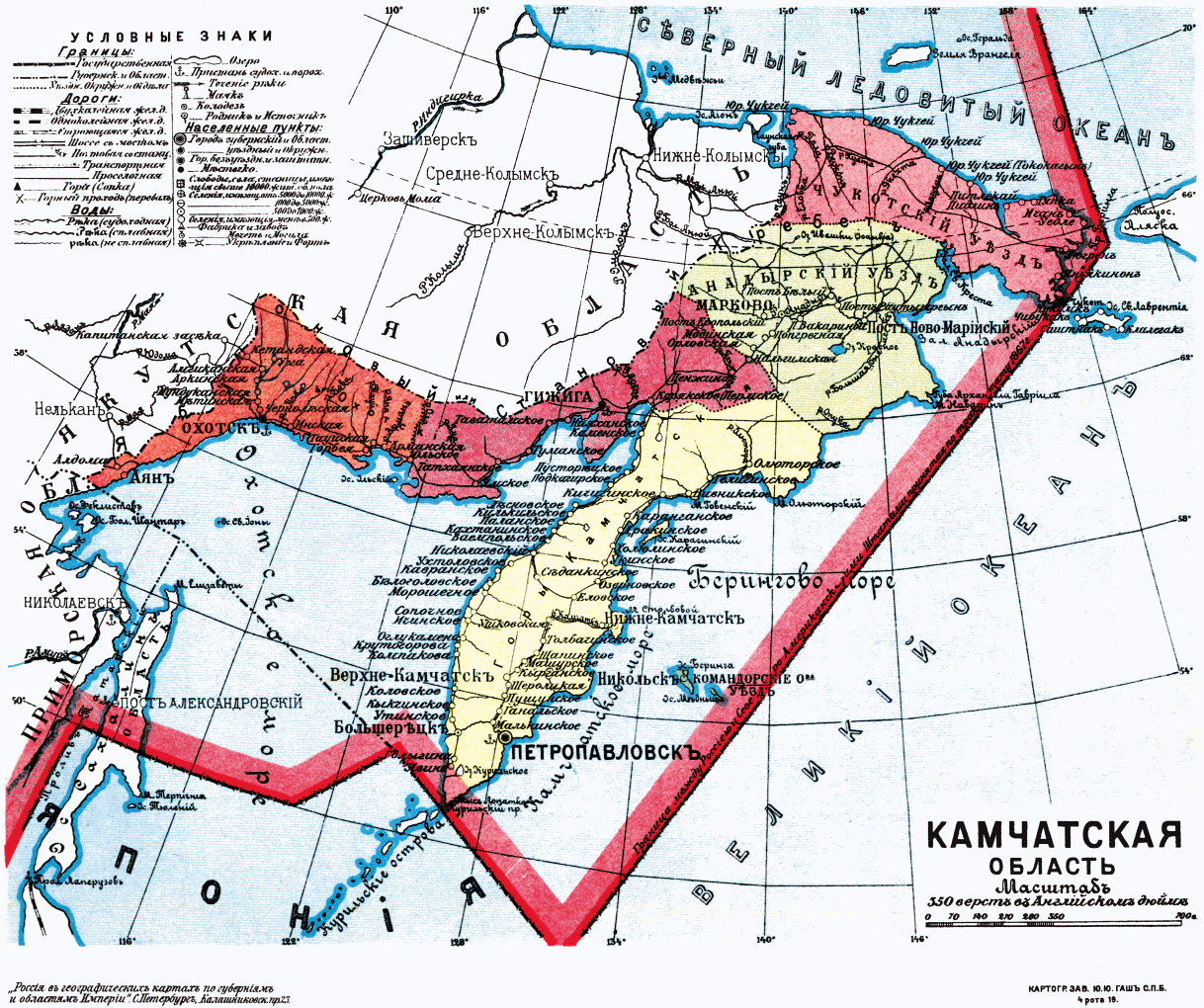
Камчатська область в 1909—1917

Японія, США, Канада, користуючись важкодоступністю цих місць і нечисленністю тут російських адміністративно-поліцейських і військово-морських органів, здійснювали в своїх інтересах експлуатацію ресурсів Камчатки. Японська влада, до всього іншого, користувалися певними преференціями в економічних відносинах з Російською імперією, отриманими після підписання 23 серпня 1905 року Портсмутського мирного договору і 15 липня 1907 року Договору про торгівлю і мореплавання й російсько-японської рибальської конвенції. Такий стан викликав побоювання військового губернатора Приморської області Вастиля Флуга. Приамурському генерал-губернатору П. Ф. Унтербергеру вдалося переконати центральну владу, що для посилення контролю за північними повітами краю необхідно вживати термінових заходів.
17 (30) червня 1909 імператор Микола II підписав закон № 32146 про утворення Камчатської області. До складу області ввійшли Петропавлівський, Охотський, Гіжигинський, Анадирський повіти і Командорські острови, виділені з Приморської області. Одночасно на території Чукотки (частина Анадирського повіту) утворено Чукотський повіт.
У 1911 створено Камчатську пішохідну жандармську команду загальною чисельністю 126 осіб. В мирний час займалася наведенням порядку в японських промислових селищах. На неї також покладалися завдання охорони основних державних і військових об'єктів, силової підтримки місцевої нечисленної поліції і прикордонний контроль пасажирів і команд, які прибували дов Петропавловську. У разі появи іноземної загрози Камчатська жандармська команда розгорталася в стрілецький батальйон з передачею його військовому відомству.
На початку Першої світової війни для Петропавловська виникла загроза з боку німецької ескадри, що базувалася в Ціндао (півострів Шаньдун, Китай). Німецьке командування планувало створити на Камчатці оперативну військову базу. Проте вступив Японії на боці Антанти завадив цим планам.
Після революційних подій в імперії 1917 року на Камчатці жандармські нижні чини долучилися до революційного руху. Вони склали кістяк першого загону Червоної гвардії на Камчатці. В грудні 1917 року створено першу Петропавлівську міську раду робітничих і солдатських депутатів, що діяла до липня 1918 року. Втім влада в області спочатку знаходилася у Камчатського обласного комітету, де значний вплив мали кадети і есери. В березні 1918 року останній оголосив автономію Камчатської області по відношенню до Росії. Невдовзі влада опинилася в Раді робітничих, солдатських і селянських депутатів. Втім у липні 1918 року її було повалено й відновлено владу обласного комітету. У серпні того ж року в Петропавловську було відкрито японське консульство.
У 1920 стає частиною Далекосхідної республіки. В цей час почалися перемовини між Володимиром Леніним, головою Російського Раднаркому, та урядом США щодо концесії або продажу Камчатки Сполученим Штатам. Ленін відхилив пропозицію продати область, але погодився здати її в оренду на 50 років з правом створення військово-морської бази в Авачинській бухті.
Втім в 1921 повалено уряд Далекосхідної республіки. після цього уряд США відмовився ухвалювати договір про концесію Камчатки через небажання визнавати Радянську Росію. З 1921 року Камчатська область підпорядковувалося Тимчасовому Приамурському уряду, отримавши статус Охотсько-Камчатського краю.
У 1922 Камчатська область перетворена на Камчатський округ Далекосхідної області далекосхідного краю Російської Радянської Федеративної Соціалістичної Республіки.

#### Губернатори
- Василь Перфільєв (1909—1912)
- Миколай Мономахов (1912—1917)

#### Голова обласного комітету
- Олександр Пурін (липень 1917 — березнь 1918)

#### Голова обласної Ради робітничих, солдатських і селянських депутатів
- Іван Ларін (березень — липень 1918)

#### Голова обласного комітету
- Олександр Пурін (липень 1918 — травень 1919)

#### Керуючий областю
- Костянтин Лавров (1919—1920)

#### Голова обласного виконкому
- Іван Ларін (1920—1921)

#### Особливоуповноважений
- Хрисанф Бірич (1921—1922)

#### Генерал-губернатор
- Іванов-Мумжиєв (жовтень—листопад 1922)

#### Голова облнарревкому
- Іван Ларін (1922)

## Демографія
У 1810-х Камчаткою пройшло декілька епідемії, внаслідок чого вона значно знелюднила.
На 1822 на мешкало 1409 росіян в 9 селищах і близько 1700 ітельменів в 35 селищах. В цей період склалася змішана група росіян і ітельманів з особливою мовою і культурою, що отримала назву камчадалів.
На 1897 відповідно до Російського перепису населення в області мешкало 33 324 осіб.

## Економіка
Основою були промисли: вилов цінної риби, насамперед лососевих, полювання на китів, моржів, обробка моржової кістки. В значній мірі вивозилося хутро. також було розвідано численні поклади золота та іншого коштовного металу. Існувало також скотарство і городництво.